# Konwencje Rady Europy
Konwencje Rady Europy – zbiorcza nazwa umów międzynarodowych zawieranych pod auspicjami Rady Europy. Umowy te publikowane są w Council of Europe Treaty Series, a ich liczba wynosi ponad 200 (łącznie z protokołami dodatkowymi) i rokrocznie jest wyższa. 
Konwencje Rady Europy służą zbliżaniu państw członkowskich organizacji, a w szczególności ich porządków prawnych poprzez ustalanie wspólnych standardów prawnych na kontynencie europejskim.

## Nazewnictwo konwencji
Praktyka międzynarodowa w zakresie nazewnictwa umów międzynarodowych nie jest jednolita, a z punktu widzenie prawa międzynarodowego nazwa konkretnej umowy ma znaczenie drugorzędne, jako że nazwa umowy nie ma wpływu na jej charakter prawny i moc wiążącą.
Umowy międzynarodowe zawierane pod auspicjami Rady Europy tradycyjnie określane sa jako konwencje, traktaty lub porozumienia. W praktyce jednak stosowane są rozmaite nazwy:
- karta, np. Europejska Karta Społeczna (1961)
- kodeks, np. Europejski Kodeks Zabezpieczenia Społecznego (1964)
- porozumienie ogólne - Porozumienie ogólne w sprawie przywilejów i immunitetów Rady Europy (1949)
- konwencja, np. Konwencja o ochronie praw człowieka i podstawowych wolności (1950)
- konwencja ramowa, np. Konwencja ramowa o ochronie mniejszości narodowych (1995)
- protokół, np. Protokół do Konwencji o ochronie praw człowieka i podstawowych wolności (1952)
- układ, np. Układ o stosowaniu europejskiego porozumienia z 17 października 1980 r. dotyczącego świadczenia opieki medycznej osobom podczas pobytu czasowego  (1988).

## Uczestnictwo w konwencjach Rady Europy
Stronami konwencji Rady Europy z reguły są jej państwa członkowskie. Jednak zdecydowana większość z konwencji otwarta jest dla państw europejskich nie będących członkami Rady Europy, a większość także dla państw pozaeuropejskich, przede wszystkim tych, które uczestniczyły w ich opracowaniu. Niektóre konwencje są otwarte także dla uczestnictwa ze strony Wspólnoty Europejskiej.